# Журавлёв, Григорий Николаевич
Григо́рий Никола́евич Журавлёв (1858, село Утёвка, Бузулукский уезд, Самарская губерния — 15 февраля 1916, там же) — русский художник, иконописец.

## Биография
Родился в селе Утёвка Бузулукского уезда Самарской губернии, в семье местного крестьянина, владельца столярной мастерской, и был инвалидом с детства — имел атрофированные ноги и руки.
Первоначально большую роль в воспитании и образовании принимал его дед — отец его матери — Пётр Васильевич Трайкин. В 9 лет Григорий стал ходить в школу, куда его отвозил и откуда забирал дед. Таким образом, он посещал школу два года до смерти деда. Григорий научился писать, держа карандаш в зубах, таким же образом в дальнейшем писал и свои картины.
После смерти деда Григорий стал учиться на дому самостоятельно, в этом ему большую помощь оказывал учитель земской школы из Утёвки Троицкий. В период обучения на дому Григорий много читал и занимался самообразованием.
В пятнадцать лет отправился в Самару. Здесь он брал уроки художественного мастерства у самарского художника Травкина. В 22 года закончил экстерном Самарскую мужскую гимназию, самостоятельно изучал черчение и анатомию.
Вернувшись через некоторое время после учёбы в Самаре в Утёвку, начал писать иконы дома в своей мастерской. В работе ему помогала вся семья. Брат Афанасий готовил деревянные заготовки для икон и краски, бабушка подбирала кисти, отец отвозил иконы в Самару. Позднее у художника появились ученики — Михаил Хмелев и Василий Попов.
После того, как Григорий подарил несколько своих работ высокопоставленным чиновникам из Самары, он стал получать заказы на свои работы. Вскоре Губернское Земское собрание, как писали «Самарские губернские ведомости» в январе 1885 года, приняв во внимание его материальное положение и «его личные труды по части самоусовершенствования в искусстве живописи, назначило ему ежегодную пенсию в размере 60 рублей».

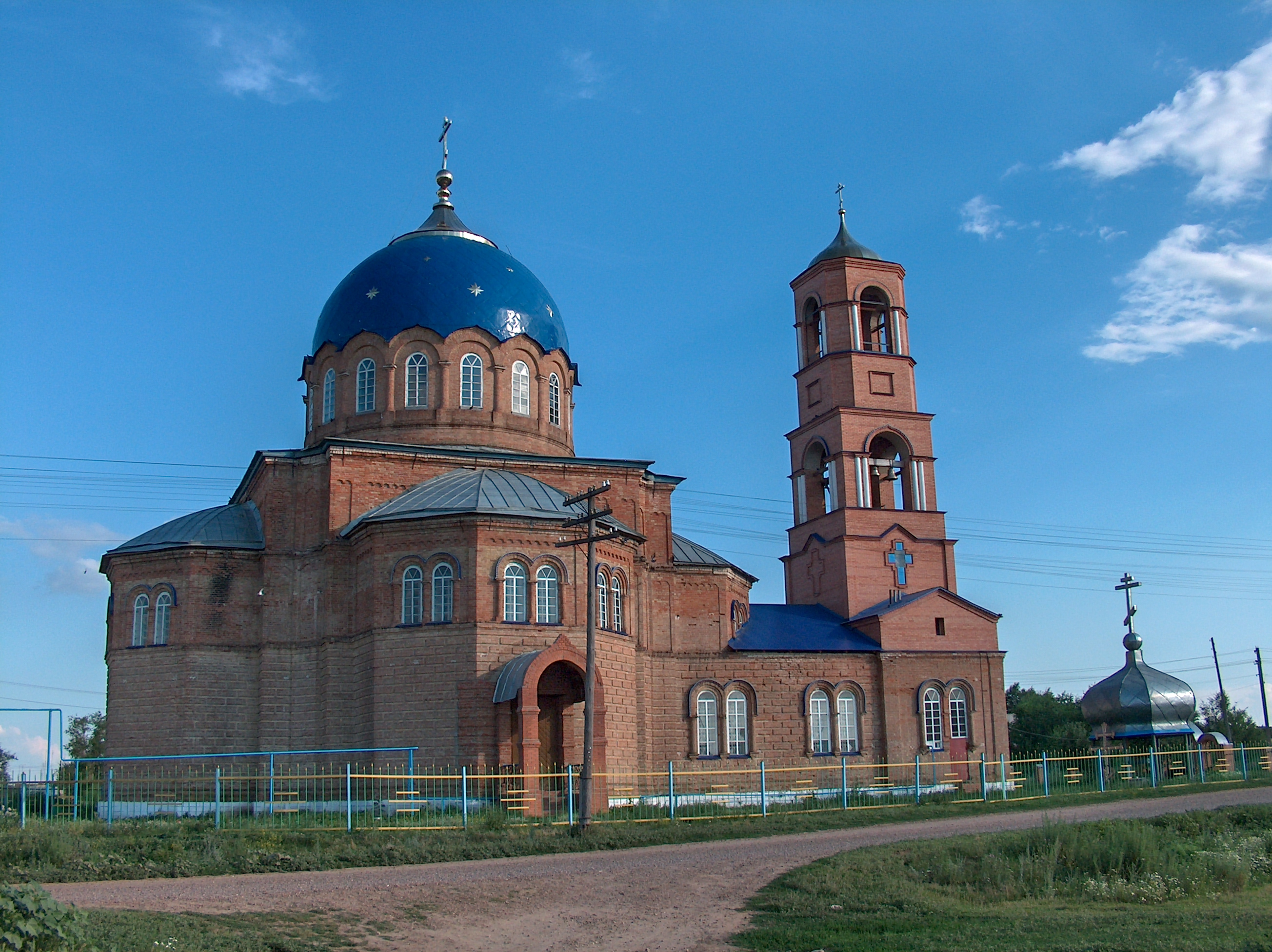
Храм Святой Троицы в селе Утёвка

Известно, что он состоял в переписке с Самарским губернатором Александром Дмитриевичем Свербеевым, писал неоднократно по его заказу иконы, а также посылал в дар будущему императору Николаю II свои работы и писал сопроводительные письма в адрес императора. В 1888 году Журавлёву самарскими дворянами и, в первую очередь, по инициативе губернатора Самары Александра Дмитриевича Свербеева, была заказана икона для поднесения императорской семье в память их чудесного спасения в крушении поезда 17 октября 1888 года.
По неподтверждённым документально сведениям, он и ездил лично на приём в Санкт-Петербург и встречался с будущим императором Николаем II и членами его семьи.
Во время строительства в Утёвке в 90-е годы XIX века нового храма Святой Троицы он лично расписал свод храма, а также создал для него иконы, в 2019 году на территории храма был установлен памятник художнику-иконописцу Григорию Журавлеву.
```
Подпись на тыльной стороне некоторых икон:
«Сию икону писал зубами крестьянин Григорий Журавлёв села Утёвка Самарской губернии, безрукий и безногий»
[
4
]
.
```